# Renegades of the Sage
Renegades of the Sage è un film del 1949 diretto da Ray Nazarro.
È un western statunitense ambientato poco dopo la guerra civile americana con Charles Starrett, Smiley Burnette e Leslie Banning. Fa parte della serie di film western della Columbia incentrati sul personaggio di Durango Kid.

## Produzione
Il film, diretto da Ray Nazarro su una sceneggiatura di Earle Snell, fu prodotto da Colbert Clark per la Columbia Pictures e girato nell'Iverson Ranch a Chatsworth, Los Angeles, California, dal 17 al 25 agosto 1949.

## Distribuzione
Il film fu distribuito negli Stati Uniti dal 24 novembre 1949 al cinema dalla Columbia Pictures.
Altre distribuzioni:
- in Brasile (Renegados do Deserto)
- nel Regno Unito (The Fort)

## Promozione
Le tagline sono:
- SMASHING A MURDER RING IN MEXICO!
- Starrett slinging HOT LEAD...and Smiley singing TOP TUNES